# Karina Canellakis
Karina Canellakis (Nueva York, 23 de agosto de 1981) es una directora de orquesta y violinista estadounidense.

## Biografía

### Primeros años y educación
Nacida en la ciudad de Nueva York, de origen griego y ruso, Canellakis creció en una familia de músicos. Sus padres se conocieron siendo estudiantes de música en la Juilliard School. Su padre, Martin, se convirtió en director de orquesta, y su madre, Sheryl, en pianista. Estudió violín cuando era joven y su hermano menor, Nicholas, violonchelo. Continuó sus estudios de música en el Instituto Curtis, donde fue alumna de Ida Kavafian. Se graduó del Instituto Curtis en 2004.

### Carrera musical
Como violinista, tocó como suplente en la Orquesta Sinfónica de Chicago, y fue solista invitada de la Orquesta Filarmónica de Bergen.
De 2005 a 2007, Canellakis fue violinista de la Orquesta Filarmónica de Berlín-Akademie. Mientras estaba en Berlín, Simon Rattle alentó su creciente interés por la dirección. Estudió dirección en la Juilliard School de 2011 a 2013, donde entre sus maestros estuvo Alan Gilbert. También estudió dirección con Fabio Luisi, en el Festival de Música del Pacífico. En 2013, fue la ganadora de la beca de dirección Taki Concordia. De 2014 a 2016 fue directora asistente de la Orquesta Sinfónica de Dallas. Al principio de su carrera en el puesto de Dallas, en octubre de 2014, sustituyó de emergencia a Jaap van Zweden con la Sinfonía n.º 8 de Shostakovich, sin ensayo previo. Su trabajo en la música contemporánea ha incluido tocar y dirigir el International Contemporary Ensemble (ICE), y dirigir el estreno de la ópera de cámara de David Lang The Loser en septiembre de 2016.
Canellakis hizo su debut como directora europea en 2015 con la Orquesta de Cámara de Europa, como sustituta de emergencia de Nikolaus Harnoncourt. En 2016, ganó el Premio de Dirección Georg Solti. Su debut como directora en The Proms en septiembre de 2017 fue también su debut con la Orquesta Sinfónica de la BBC (BBC SO). También en septiembre de 2017, Canellakis hizo su primera aparición como directora invitada con la Orquesta Sinfónica de la Radio de Berlín (RSO Berlín).
En marzo de 2018, Canellakis dirigió por primera vez como directora invitada a la Orquesta Filarmónica de la Radio de los Países Bajos (RFO), con conciertos en Utrecht y Ámsterdam. Debido a estos conciertos, en mayo de 2018, la RFO anunció el nombramiento de Canellakis como su siguiente directora titular, con efectos a partir de la temporada 2019-2020, con un contrato inicial de cuatro años. Este nombramiento marcó el primer cargo orquestal de Canellakis como directora titular. Es la primera directora en ser nombrada directora titular de la RFO y la primera directora en ser nombrada directora titular de una orquesta holandesa. En septiembre de 2021, la RFO anunció la extensión del contrato de Canellakis como directora titular hasta julio de 2027.
En diciembre de 2018, Canellakis dirigió el concierto anual del Premio Nobel con la Real Orquesta Filarmónica de Estocolmo, siendo la primera directora mujer en dirigir en este evento. En abril de 2019, la RSO Berlín anunció el nombramiento de Canellakis como su directora invitada principal, la primera directora nombrada para el cargo, a partir de la temporada 2019-2020. El 19 de julio de 2019, Canellakis se convirtió en la primera directora mujer en dirigir la First Night of The Proms, en el Royal Albert Hall (Londres). En abril de 2020, la Orquesta Filarmónica de Londres (LPO) anunció el nombramiento de Canellakis como su nueva directora invitada principal, la primera directora nombrada para el cargo, a partir de septiembre de 2020, luego de su primera aparición como directora invitada en octubre de 2018.